# Theodor-Storm-Straße 7 (München)

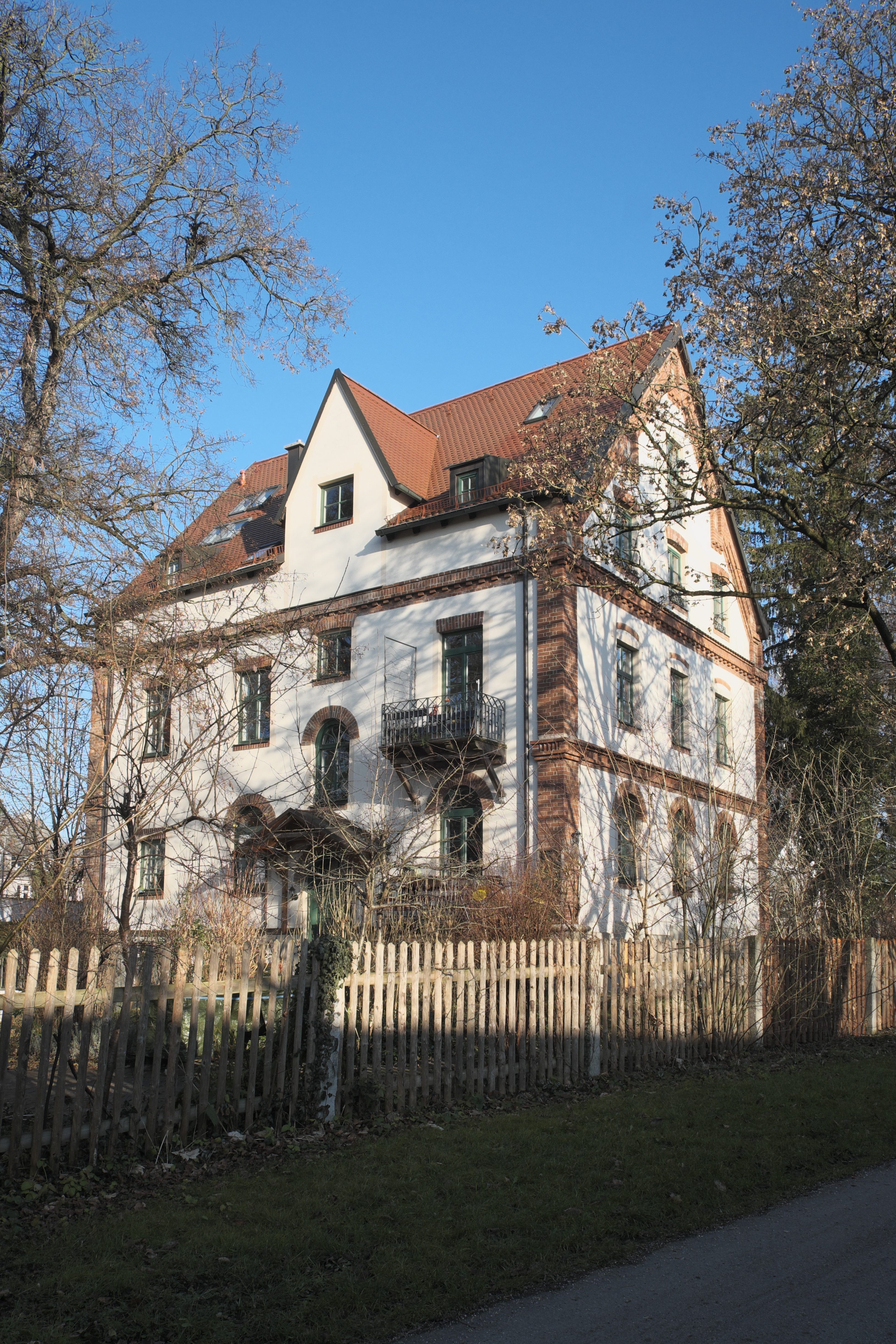
Theodor-Storm-Straße 7 im Stadtteil Pasing von München

Das Gebäude Theodor-Storm-Straße 7 im Stadtteil Pasing der bayerischen Landeshauptstadt München wurde 1892 errichtet. Die Villa ist ein geschütztes Baudenkmal.
Der zweigeschossige Satteldachbau mit Balkonerker, Zwerchhaus und Backsteingliederung wurde von Ludwig Lang errichtet. Er gehört nicht zur Villenkolonie Pasing I, sondern steht in einem Zwischenbereich, in dem ursprünglich Industriebetriebe angesiedelt waren. 
Das Haus wurde 1999 renoviert, dabei wurde die Disposition der Räume verändert.